# Lampropeltis triangulum sinaloae
Lampropeltis triangulum sinaloae, comúnmente conocida como la serpiente de leche de Sinaloa o falsa coral de Sinaloa, es una subespecie de serpiente colúbrida no venenosa. Es una de las serpientes de leche más comúnmente criadas en cautiverio. Es una subespecie bastante dócil y rara vez muerde. Sin embargo, si se manipula, puede descargar un exudado de olor acre de la cloaca como advertencia. La serpiente de leche de Sinaloa habita en las tierras áridas rocosas y semiáridas del suroeste de Sonora, Sinaloa y del suroeste de Chihuahua (México).

## Descripción
La serpiente de leche de Sinaloa es predominantemente de color rojo sangre con distintos anillos o bandas de color negro que tienen bandas más delgadas de color crema, blanquecino o (rara vez) amarillo crema claro dentro de las bandas negras. Los anillos rojos están bordeados cerca del borde de los ventrales por un pigmento negro, dejando el centro de la tríada (en el lado ventral) con un blanco cremoso. La serpiente de leche de Sinaloa se distingue fácilmente de otras subespecies debido a las bandas muy anchas de rojo que son mucho más prominentes que en la mayoría de las otras subespecies (mucho más anchas que las bandas negras). La cabeza es negra con una banda de color crema justo detrás de los ojos en la parte superior de la cabeza. El vientre es de color blanco cremoso. Los adultos adultos pueden alcanzar una longitud de aprox. 120  cm. o más en algunos casos. Como otras serpientes de leche, la serpiente de leche de Sinaloa es muy ágil.

## Hábitat
La serpiente de leche de Sinaloa habita las regiones secas, áridas y rocosas semidesérticas en el suroeste de Sonora, Sinaloa y el suroeste de Chihuahua, México. A menudo se encuentran durante el día descansando debajo de rocas sueltas, en grietas de rocas o debajo de plantas de cactus. En áreas cercanas a la urbanización, también se encuentran en graneros y debajo de pilas de madera. Al igual que otras serpientes de leche, la serpiente de leche de Sinaloa es nocturna y se alimenta después del anochecer y por la noche. Las serpientes de leche son comedores mucho más oportunistas que las serpientes zorro o serpientes de maíz. Se sabe que consumen una variedad de animales incluidos roedores, huevos, pájaros, reptiles, anfibios e invertebrados. Sin embargo, la dieta de una serpiente de leche adulta todavía consiste principalmente en roedores.

## Reproducción

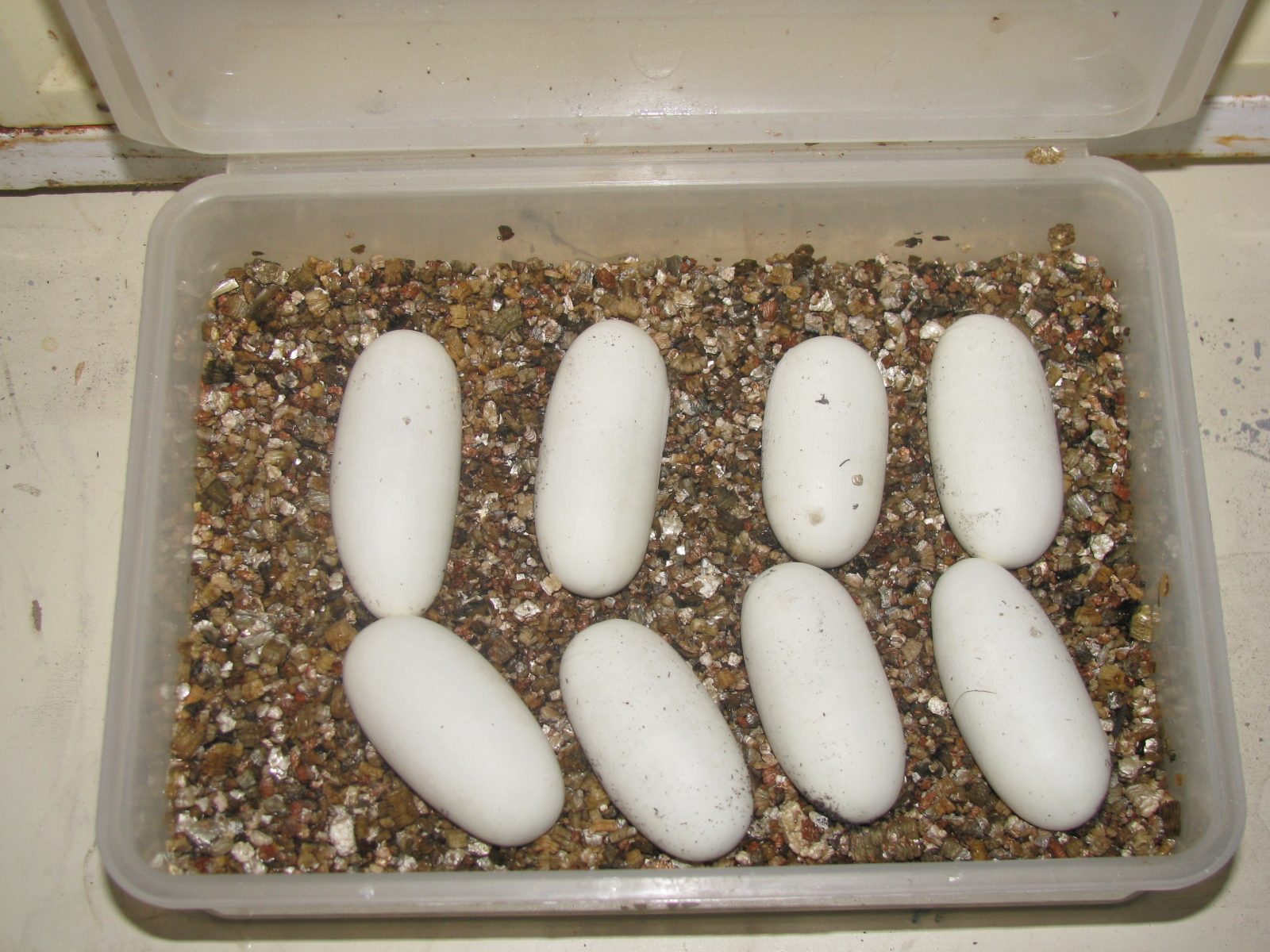
Huevos de serpiente de leche de Sinaloa

La serpiente de leche de Sinaloa se aparea desde principios de mayo hasta finales de junio, a veces dos veces al año. El período de brumación es entre noviembre y febrero. La hembra pone un promedio de 5-15 huevos alargados debajo de madera podrida, tablas, rocas y vegetación podrida. Los huevos eclosionan después de unos 60 días. Al igual que otros miembros de la familia de las serpientes rey, la serpiente de leche de Sinaloa a veces se come a otras serpientes y tiene al menos algo de inmunidad a su veneno.

## En cautiverio
Las serpientes de leche de Sinaloa se adaptan bien en cautiverio si se mantienen entre 80 y 85 grados Fahrenheit, con una caída de temperatura nocturna de 5 a 10 grados. El control de la temperatura es importante, ya que mantiene la respuesta alimentaria y la digestión del animal. Las jaulas deben ser a prueba de fugas y deben proporcionarse agua fresca en todo momento. Las serpientes reales y las serpientes de leche deben alojarse por separado (excepto durante la temporada de reproducción) porque son caníbales.
Pueden ser caprichosos y, por lo general, defecarán cuando se los manipule inicialmente, aunque rara vez muerden. Se vuelven más dóciles con un manejo regular.